# Dálnice 91 (Izrael)
Dálnice 91, přesněji spíš Silnice 91 (hebrejsky: 91 כביש, Kviš 91) je silniční spojení nikoliv dálničního typu (absence vícečetných jízdních pruhů a mimoúrovňových křižovatek) v severním Izraeli a na Golanských výšinách, o délce 28 kilometrů.

## Trasa silnice
Začíná v úrodné nížině Chulského údolí, kde poblíž vesnice Machanajim odbočuje ze severojižní dálnice číslo 90. Směřuje pak severovýchodním směrem. Poblíž vesnice Gadot přechází řeku Jordán po historické trase u mostu Bnot Ja'akov. Pak vstupuje na území Golanských výšin a setrvale stoupá po jejich svazích. Ze severu míjí největší izraelskou osadu na Golanech, město Kacrin. Končí na náhorní planině v nadmořské výšce téměř 1000 metrů u obce Ejn Zivan, kde ústí do dálnice číslo 98.